# Qumar He
Qumar He är ett vattendrag i Kina. Det ligger i provinsen Qinghai, i den nordvästra delen av landet, omkring 660 kilometer väster om provinshuvudstaden Xining.